# Barenburg
Barenburg község Németországban, Alsó-Szászországban, a Diepholzi járásban. Lakosainak száma 1213 fő (2023. december 31.).

## Történelme
1247-ben már említették egyházát, majd nevét 1285-ben említették újra. Barenburgot 1434-ben Duke Wilhelm Brunswick-Luneburg foglalta el. 1706-ban Ehrenburggal került közös irányítás alá.
A telerpülés közelében olajmezők húzódnak.

## Látnivalók
- Barenburg temploma
- Szent Kereszt kápolna - a tizenkettedik században épült
- A zsidó temető, műemlék. Egyike a nyolc jól megőrzött zsidó temetőnek a diepholzi közigazgatási körzetben.

## Galéria

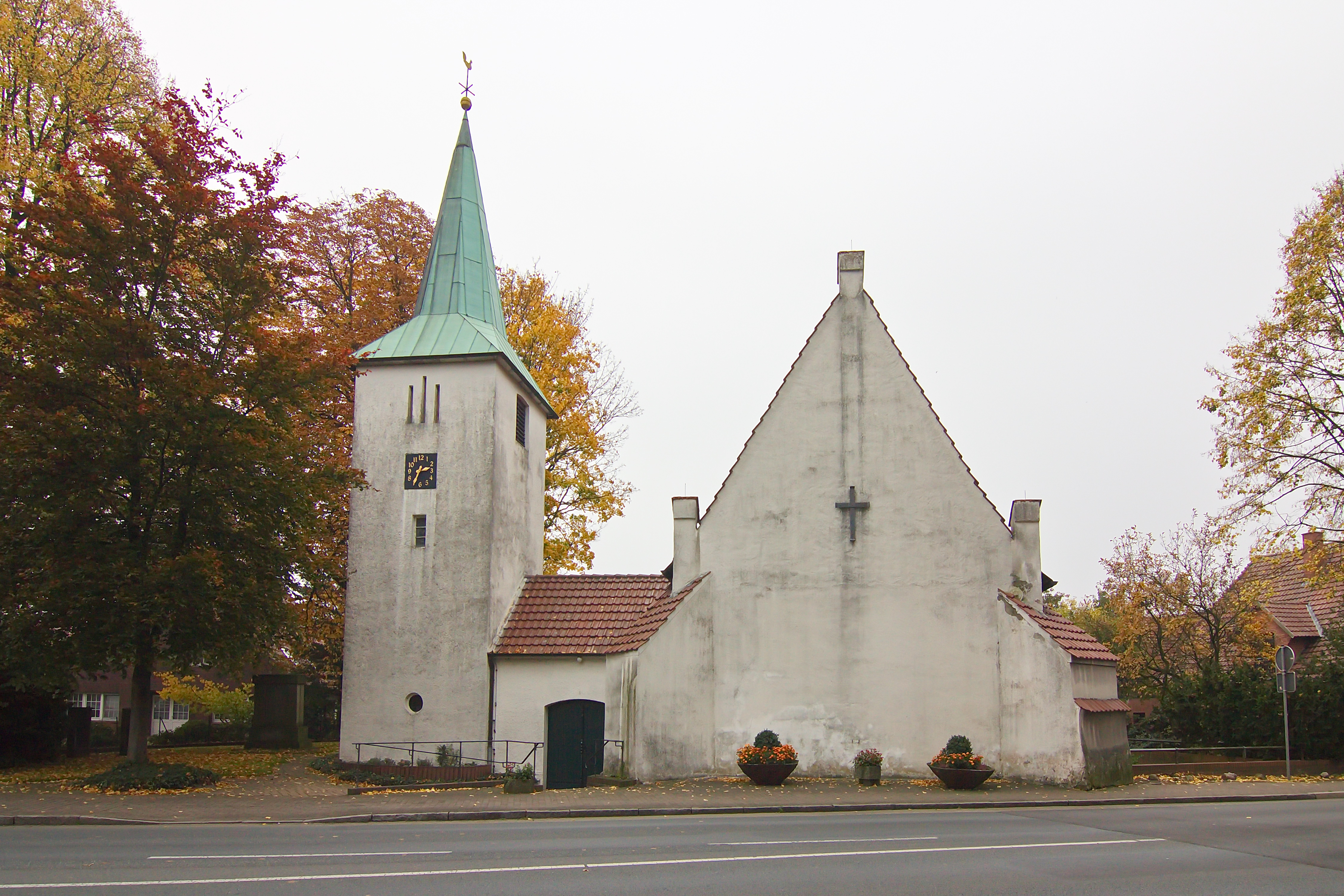
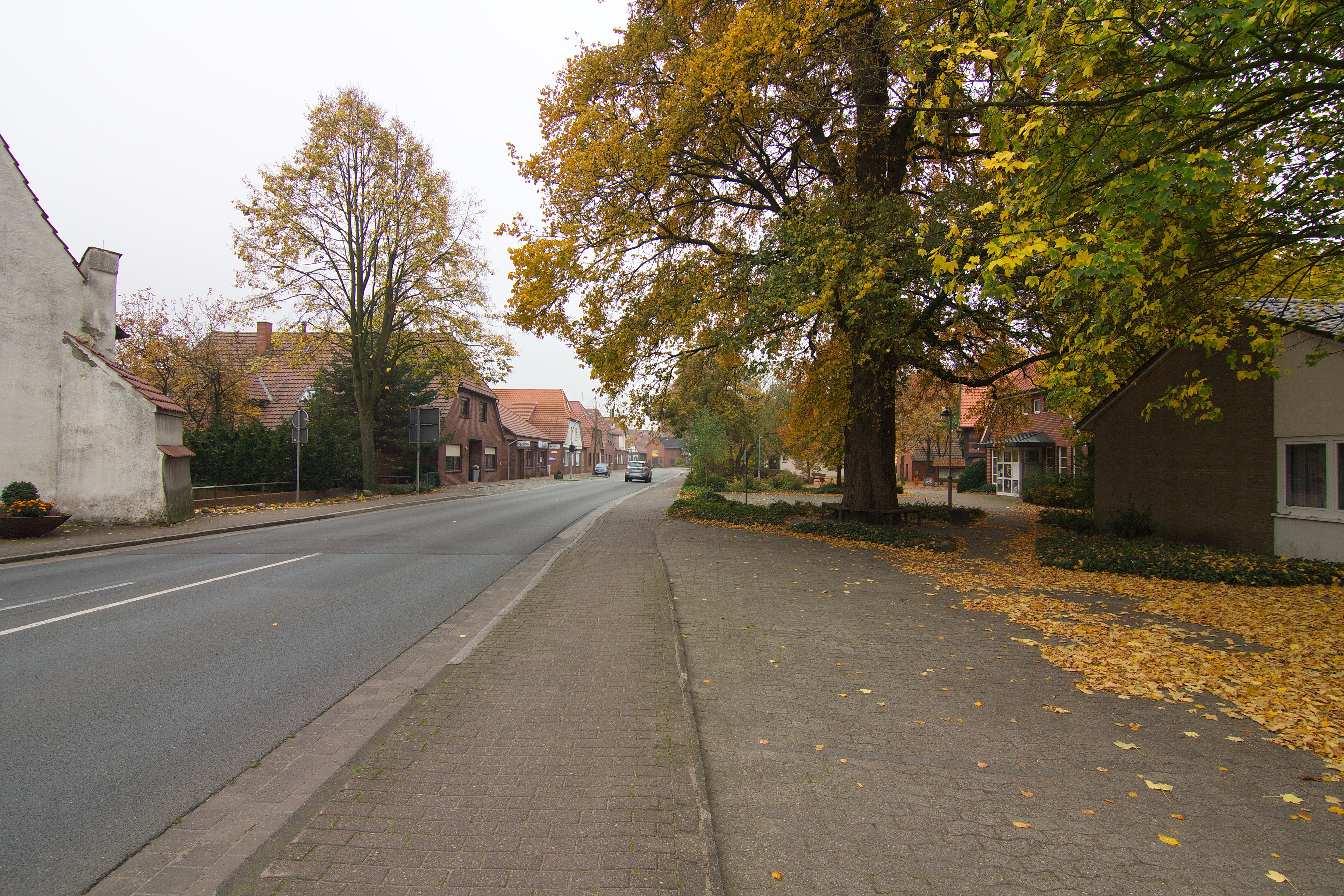
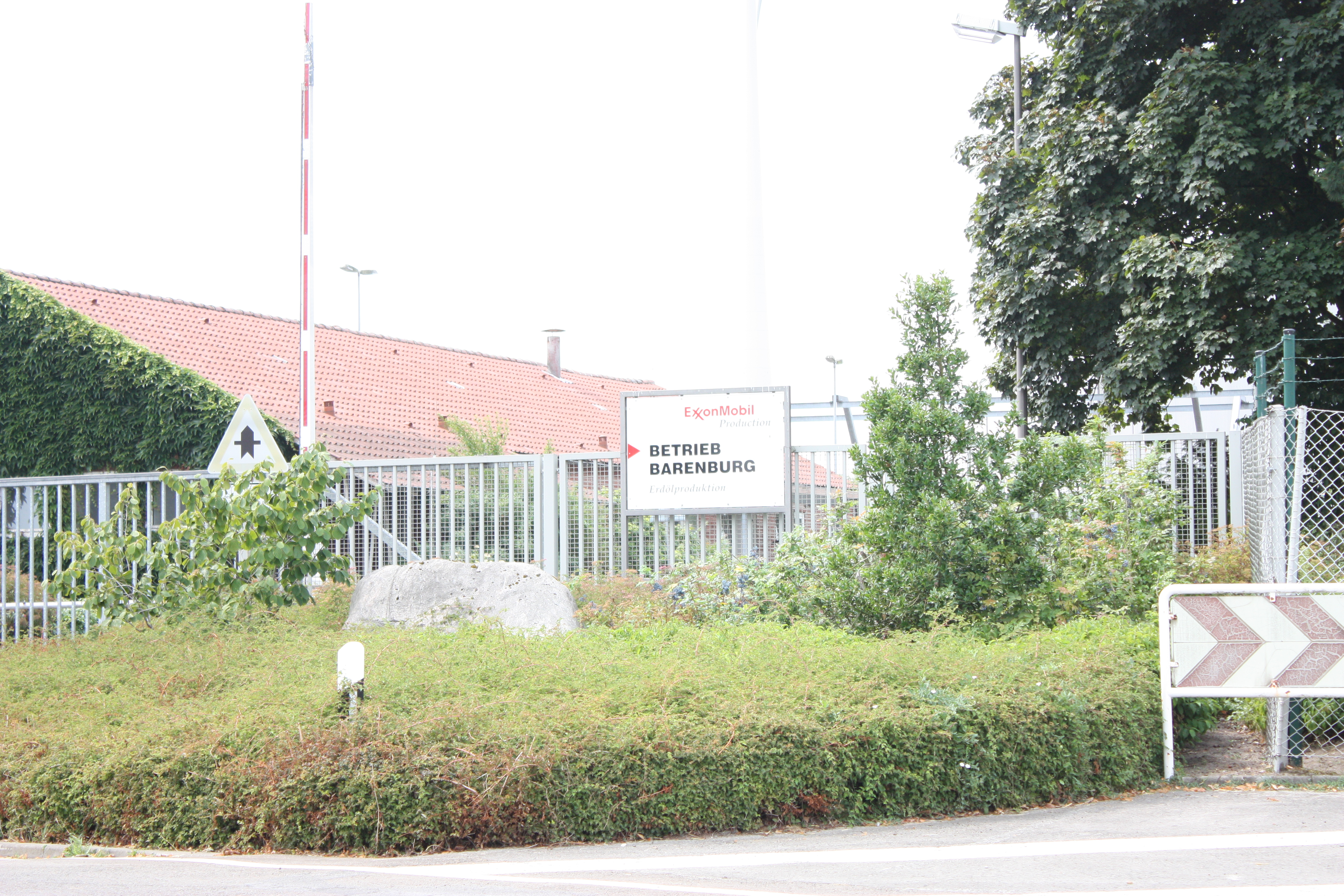
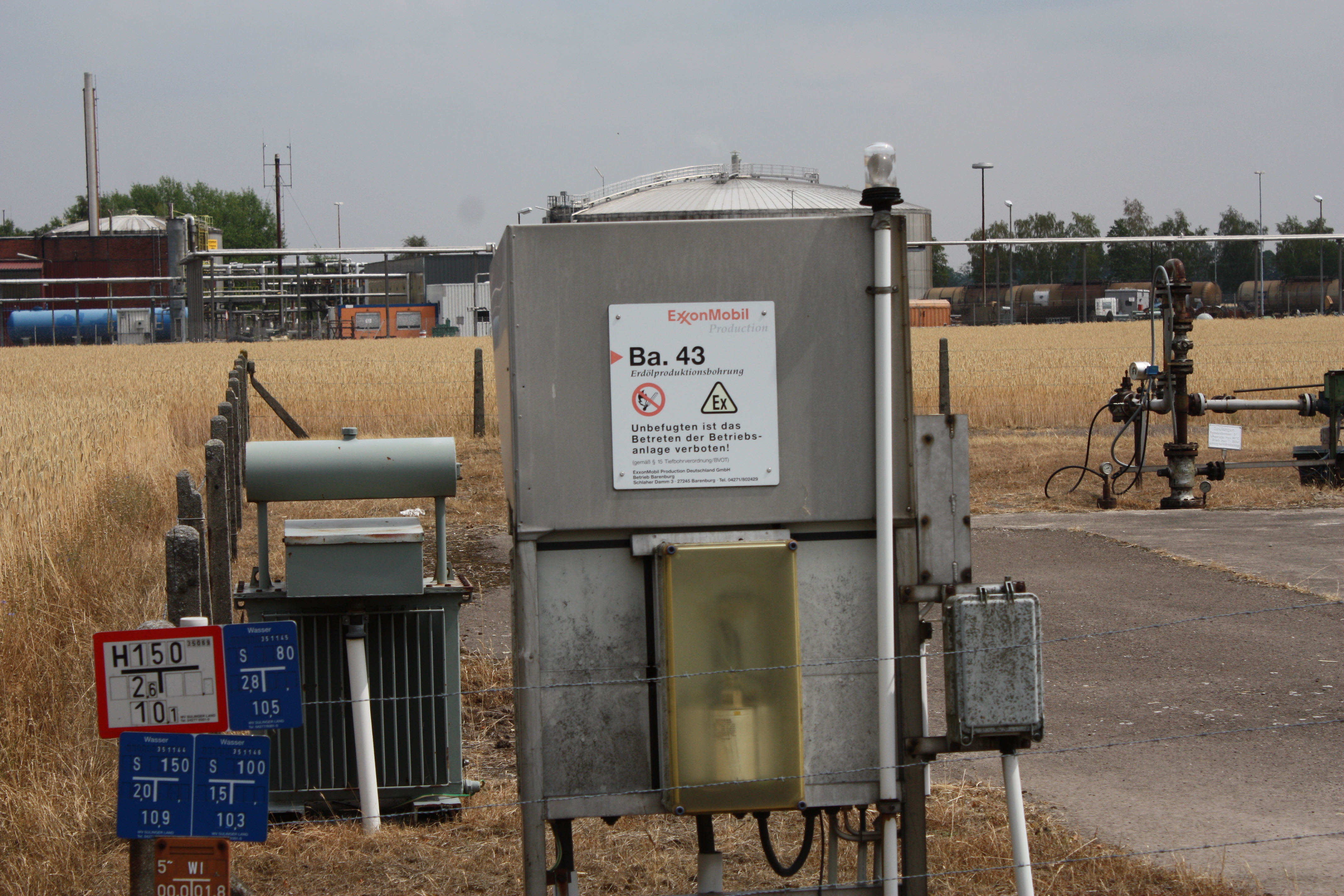
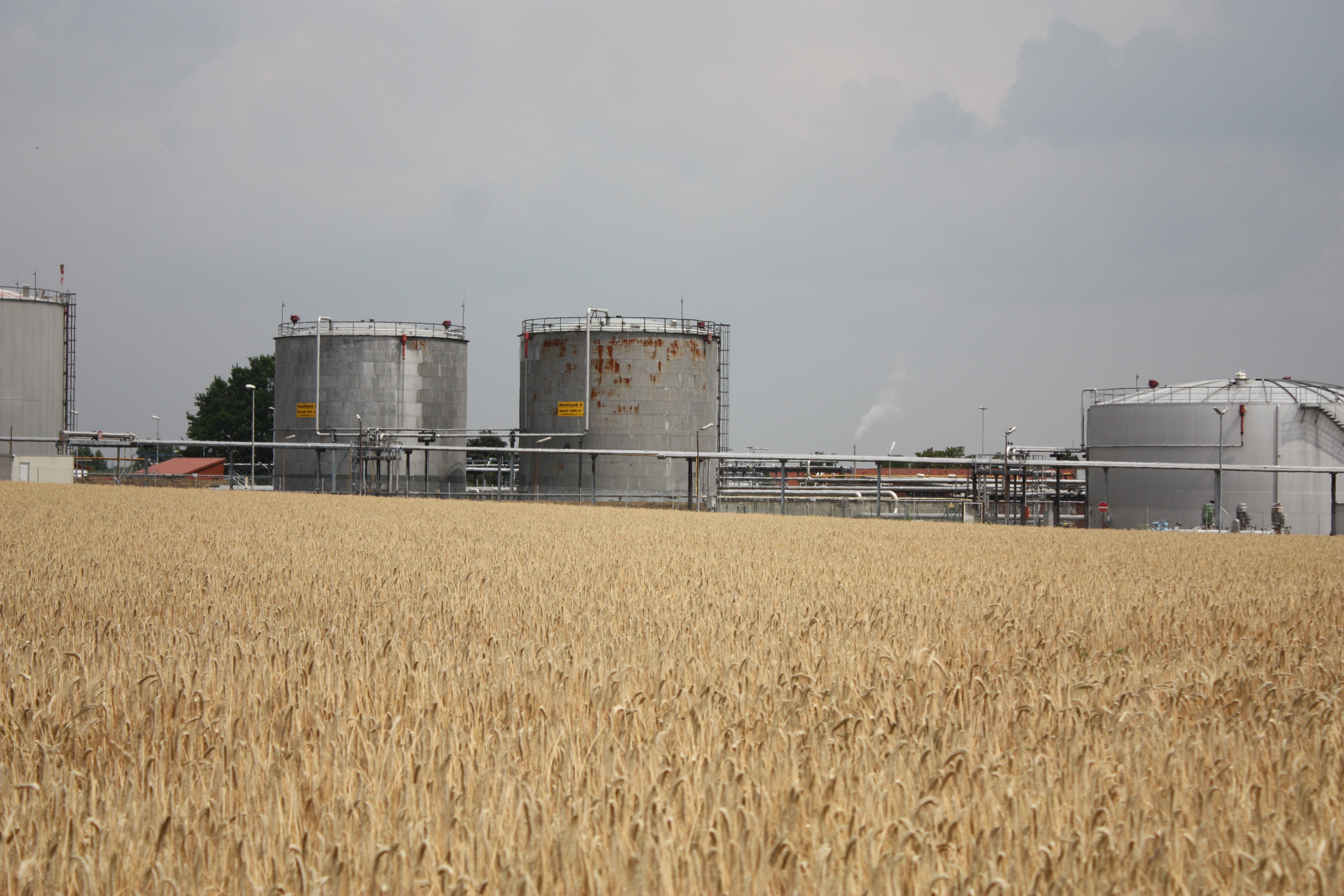
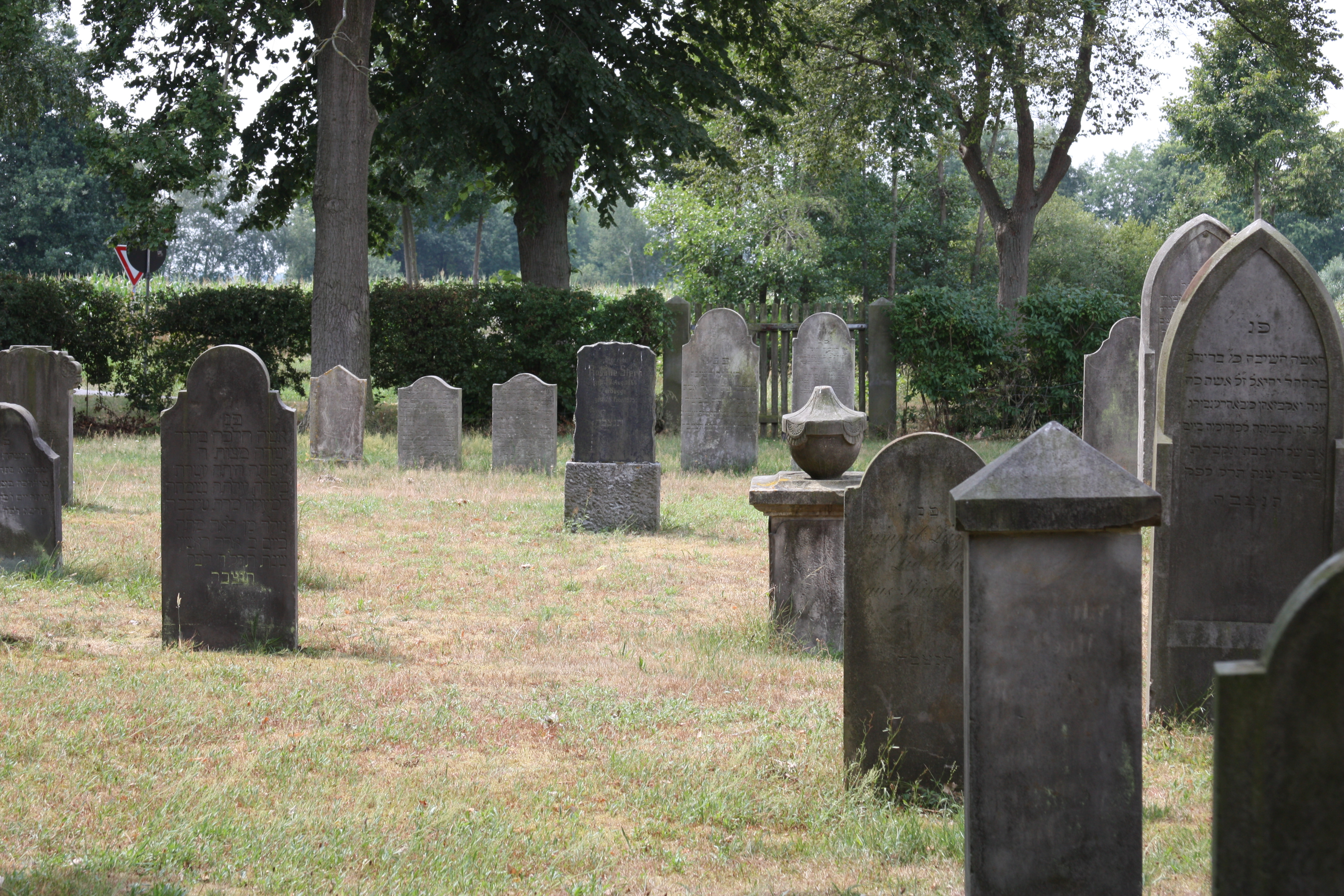